# Krimpenerwaard (municipio)
Krimpenerwaard es un municipio de la Provincia de Holanda Meridional, al este de los Países Bajos, creado el 1 de enero de 2015 por la fusión de cinco antiguos municipios: Bergambacht, Nederlek, Ouderkerk, Schoonhoven y Vlist.